# Solid Steel Presents Amon Tobin: Recorded Live
Solid Steel Presents Amon Tobin: Recorded Live – koncertowy album Amona Tobina zmiksowany za pomocą oprogramowania Final Scratch. Materiał został nagrany w Melbourne w Australii, podczas sesji dla Solid Steel organizowanego przez Ninja Tune. Wersja europejska została wydana w czerwcu 2004 roku, wersja amerykańska we wrześniu i różni się listą utworów.

## Lista utworów
1. Intro - Amon Tobin
2. Chronic Tronic - Amon Tobin / Dark Lady - DJ Food
3. Twister - Tipper
4. Verbal - Amon Tobin
5. Remix By AFX - AFX
6. Got Numb - Mob Nation
7. Pressure Cooker - Cherrystones
8. Soul Soul Soul - As One
9. Science Fu (part 1) - Danny Breaks
10. Marine Machine - Amon Tobin
11. You's A Jaco Pastorius Looking Motherfucker - Amon Tobin
12. Schmalla - Facs & Scythe
13. Couger Merkin - Amon Tobin
14. Higher Rates - Silent Witness & Break
15. Cuba (Original) - T Power
16. Moon Palace - Icarus
17. Reactionary - Controller 7
18. Nakatali - Topogigio
19. Fear - Yasawas / Night Life - Amon Tobin
20. Escape - Amon Tobin / Deep Impact - Future Prophecies
21. Spanner in the Worx - Exile
22. Allergic - Deep Roots
23. Completely Real - Suspicious Circumstance
24. Total Recall - Silent Witness & Break
25. Sittin Here - Dizzee Rascal
26. Proper Hoodidge - Amon Tobin
27. Four Ton Mantis - Amon Tobin / Hey Blondie - Amon Tobin
28. Venus in Furs - The Velvet Underground